# Kostel Proměnění Páně (Žihobce)
Farní kostel v pošumavské obci Žihobce byl postaven v letech 1872 až 1876 v novorománském stylu na místě staré sakrální stavby a zasvěcen byl svátku Proměnění Páně. Byl vyhlášen ministerstvem kultury ČR kulturní památkou 26. března 2003 jako mimořádně významný doklad řešení stavby historizujícího architektonického slohu ve druhé polovině 19. století. Stojí uprostřed obce na návrší. Svojí velikostí, impozantním vstupním schodištěm a třípatrovou věží dominuje celému okolí. V současnosti je přístupný během bohoslužeb a kulturních akcí.

## Historie
Historie kostela souvisí se vznikem a vývojem duchovní správy v této oblasti. Ves se jako Sivohibice připomíná už v roce 1045 v darovací listině Břetislava I., kterou byla předána do majetku Břevnovskému klášteru. Pamětní kniha obce, dnes nazývána kronikou, uvádí, že dějiny kostela spadají do roku 1387. Jiné prameny uvádějí, že obec získala plebanii už v roce 1360. Jisté je, že ve čtrnáctém století už v Žihobcích nějaký farní dům byl. V patnáctém století byl rozvoj duchovní správy přerušen, farní dům i celá ves byly vypáleny. O tom, kdy a jak se to stalo, se kroniky neshodují. Zápis ve farní kronice z roku 1799 uvádí, že ves byla napadena v roce 1420 husity, které vedl Jan Žižka. Obecní kronika, založená roku 1926, připisuje této události rok 1467 a jako dobyvatele Jindřicha, syna krále Jiříka z Poděbrad. Jako důvod byla v obou případech uváděna náboženská nesnášenlivost.
Duchovní správa se do Pošumaví vrátila až po třicetileté válce a to tak, že když byla zřízena roku 1683 fara v blízké obci zvané Strašín, žihobecká farnost k ní byla připojena. První kněz byl ustanoven až roku 1788. Duchovní správa pak byla od roku 1797 vykonávána v režimu lokalie a nakonec získala vlastní samostatnou farnost a to v roce 1856. První žihobecká fara byla vystavěna až v letech 1851–1852.
Původní gotický kostelík sv. Matouše přestal potřebám farnosti vyhovovat a byl značně zchátralý. O jeho zboření a výstavbě nového kostela bylo rozhodnuto roku 1867. S bouráním se začalo 11. března 1872 a 3. července byla stavba nového kostela zahájena. Základní kámen kostela byl slavnostně položen 11. srpna 1872. Tento kámen s letopočtem roku 1872 lze nalézt při jihozápadním nároží kostela.
Nový kostel byl postaven ve středu obce v letech 1872–1876 na místě bývalého zbořeného kostelíka sv. Matouše. Architektonický návrh nového kostela byl pojat velkoryse. Vypracoval ho v novorománském slohu táborský inženýr G. Jurges. Realizaci provedli volyňští stavitelé Turek a Boháč.
Po létech služby začal kostel postupně chátrat. Zatékání vody poškodilo střechu i krovy, vzlínající vlhkost poškozovala výmalbu i omítky a bylo potřeba zajistit jeho rekonstrukci. Kostel byl krásně opraven z prostředků Evropské unie, římskokatolické církve, Plzeňského kraje, obce i jejích občanů v roce 2010 nákladem 18 milionů Kč. Rekonstrukce se týkala vnějšího pláště, krovů, střech i vnitřního vyzdobení a vybavení pro farníky kromě mobiliáře. Nově byl kostel otevřen 20. listopadu 2010 slavnostní bohoslužbou. Po instalaci bezpečnostních mříží je kostel v létě přístupný každý den, jinak v době konání bohoslužeb a nejrůznějších koncertů. Jejich přehled lze nalézt na internetových stránkách žihobecké farnosti. nebo obce

## Exteriér
Kostel stojí na vršku, který tvoří střed obce, na mohutných kamenných kvádrech. Má půdorys kříže, tedy loď podélnou spojenou s lodí příčnou. Podélná loď následuje na severovýchodní straně presbytářem, který je poměrně dlouhý a je ukončený polokruhem. Na západní straně v průčelí kostela je vybudováno impozantní dvouramenné schodiště s kamením dlážděnou terasou. Úzká hranolová věž na straně jižní je třípatrová a měří 45 metrů. Kolem křížového členění lodí nalezneme drobnější čtvercové přístavby. Je to zimní kaple a sakristie.
Fasáda kostela je omítnutá a bohatě členěna a vyzdobena pseudorománskými prvky. V průčelí kostela je dobře viditelná rozeta, do kostela se vstupuje ústupkovým portálem. Nalezneme zde například i kvádříkové zdivo, opěráky, obloučkový vlys, sdružená okna nebo lizénový rám. Střecha hlavní i příčné lodi je valbová, pokrytá eternitem.
Střecha nad presbytářem je sedlová, na konci polokuželová podle polokruhu, kterým se presbytář uzavírá. Kolem celého kostela je vytvořena profilovaná římsa. Sakristie i zimní zahrada mají ploché střechy.

## Interiér
Interiér kostela převážně pochází z doby jeho vzniku a je bohatě zdobený pseudorománskými prvky. Stěny interiéru kostela jsou členěné pilíři, které mají tvarované hlavice s vloženými štíhlými sloupky v nárožích. Nad vstupní předsíní je zděná kruchta na pilířích s vloženými oblouky. Loď je sklenuta křížovou klenbou, vítězný oblouk má tvar polokruhu. Na konci presbytáře je vytvořena koncha. Povrchy interiéru jsou opatřeny bohatou výmalbou. První výmalba interiéru pochází ze začátku 20. století a provedl ji František Venich, kostelní dekorační malíř z Prahy. Pravděpodobně nejstarším zařízením kostela je zvon z roku 1601 od Dionyse Schulhese. Varhany byly vyrobeny sušickým varhanářem Johhanem Fischperyou. Ostatní zařízení svatostánku pochází vesměs z doby jeho výstavby. Na věži se nachází historický zvon, který se datuje do začátku 17. století.

## Galerie

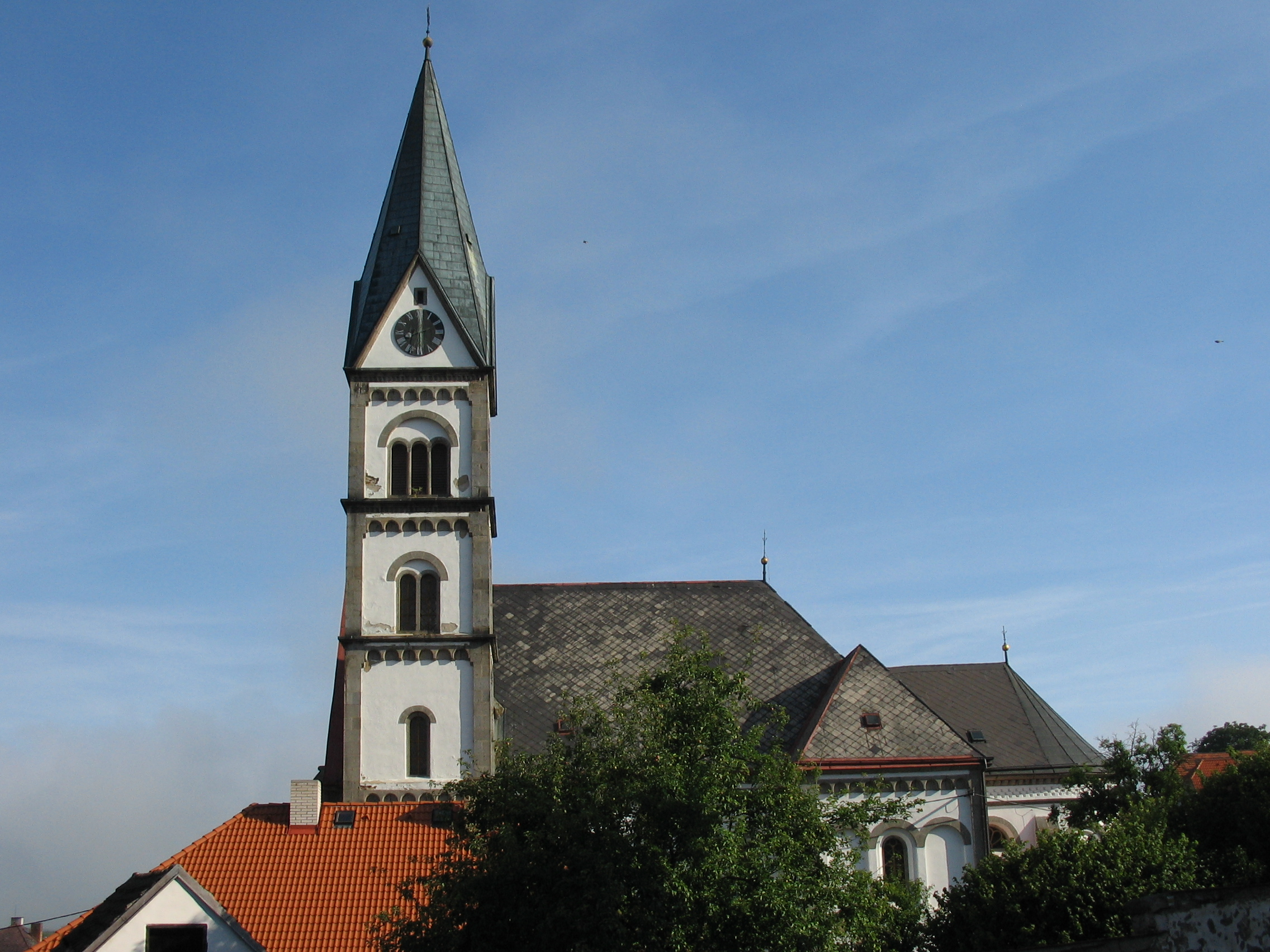
třípatrová věž
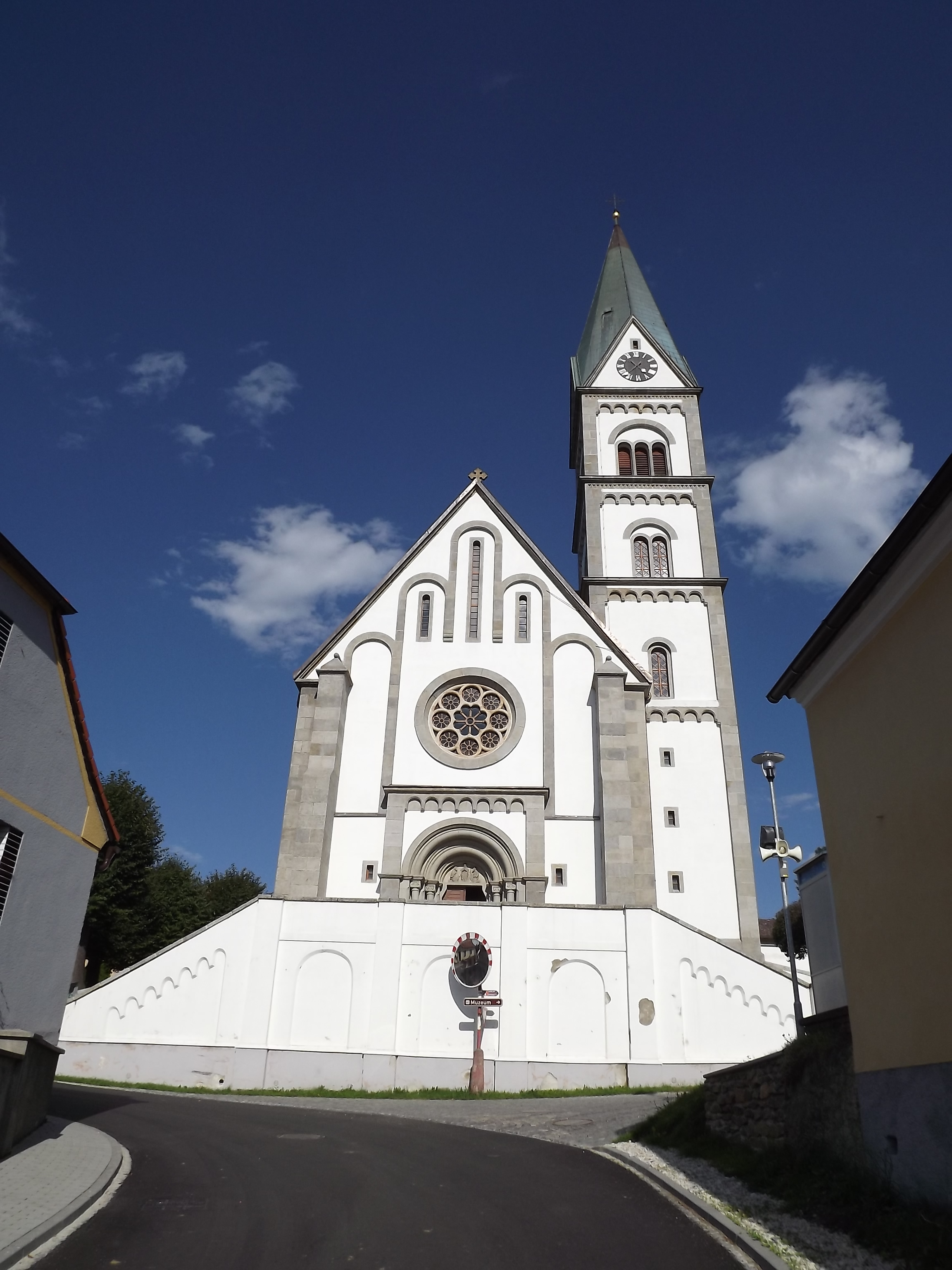
kostel s monumentálním schodištěm
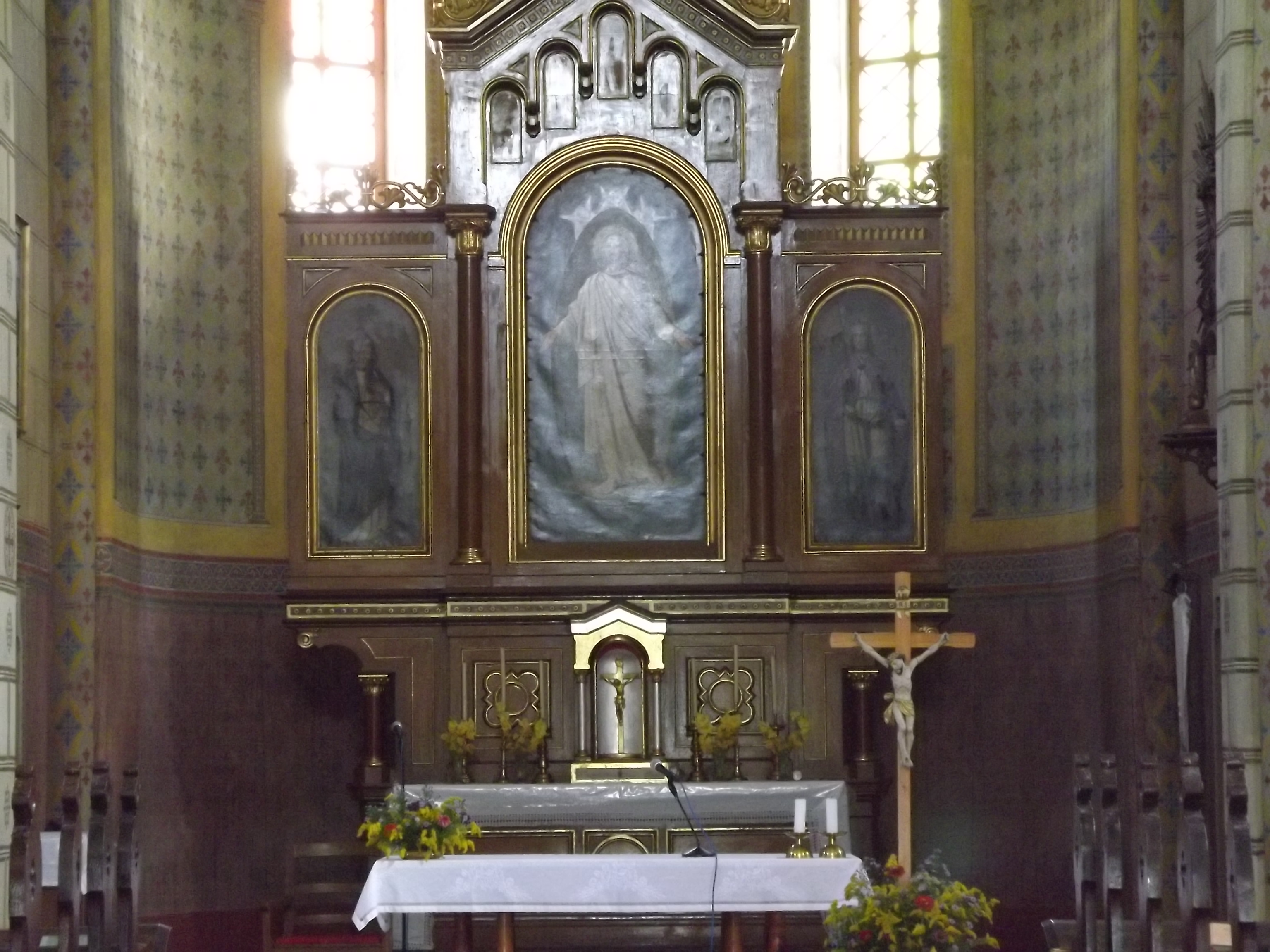
oltář
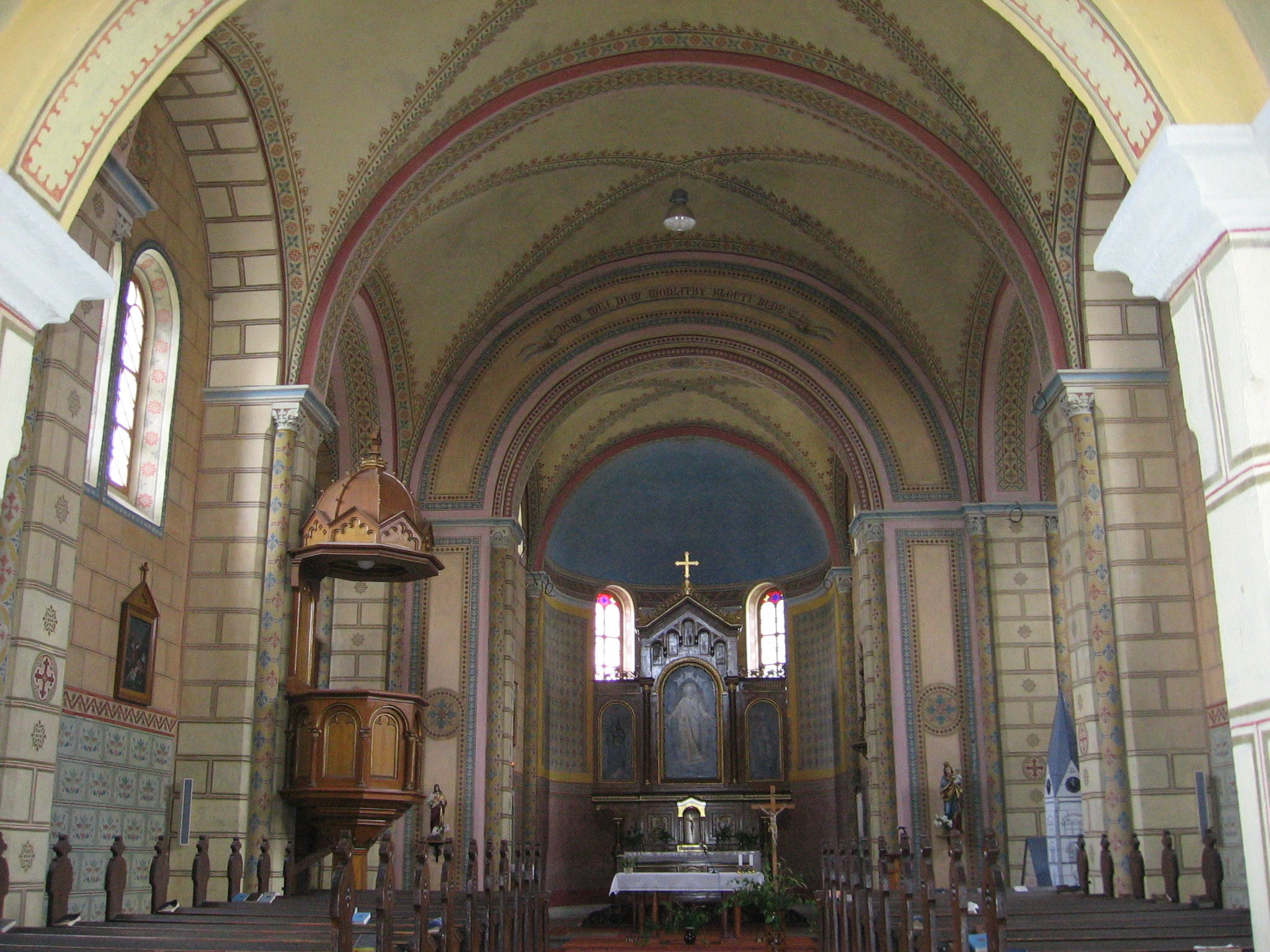
interiér kostela
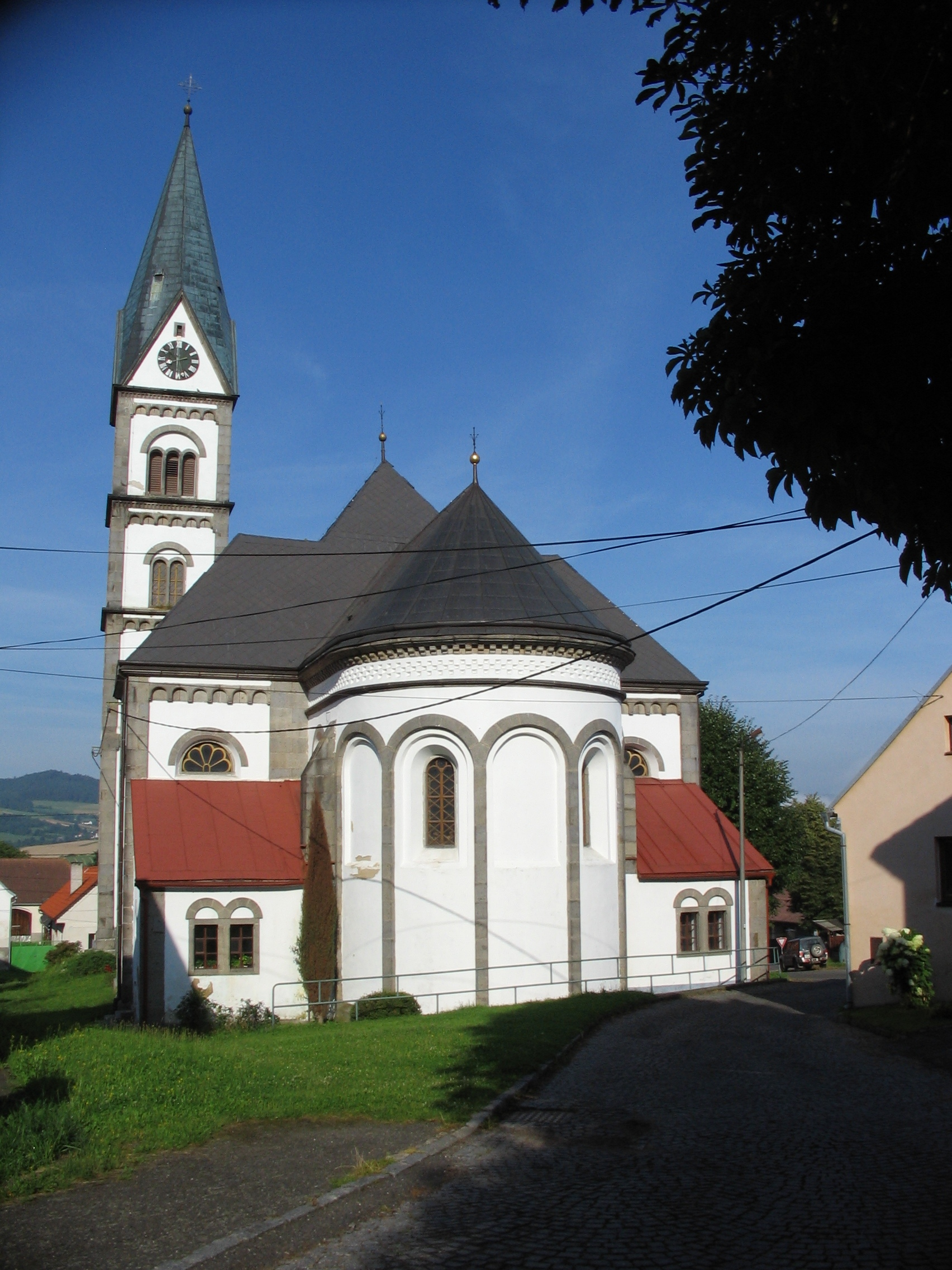
zadní část kostela